# بابلو (مسلسل)
بابلو هو مسلسل تلفزيوني مصري عُرض في شهر رمضان عام 1443 هـ، من بطولة حسن الرداد وأروى جودة ونجلاء بدر ومصطفى فهمي، من تأليف حسان دهشان ومن إخراج محمد عبد الرحمن حماقي. بدأ تصوير المسلسل في نوفمبر 2021 بإحدى الاستديوهات بالقاهرة، وصور الرداد أول مشاهده في يناير 2022 في مناطق عديدة داخل القاهرة.

## قصة المسلسل
سيد حسن، المعروف باسم (بابلو)، رجل عصامي، يساعد المحتاجين، يتمكن من كسب ثقة أحد رجال الأعمال، ويتولى حمايته، ولكن ابنه يكن كراهية شديدة لبابلو، في الوقت الذي تتعلق فيه قلب شقيقته بحب بابلو.

## طاقم التمثيل
- حسن الرداد: (بابلو)
- أروى جودة: (ندى)
- نجلاء بدر: (توحة)
- مصطفى فهمي: (كمال)
- محمود حجازي: (مازن)
- هالة فاخر: (والدة توحة)
- سلوى عثمان: (زينات - والدة بابلو)
- حسني شتا: (كيمو)
- محمد العمروسي: (الدكتور أحمد)
- غفران محمد : (نورا)
- دارين حداد: (يارا)
- أمينة مغربي: (صافي)
- محمد عزمي: (أدهم)
- ساندي علي: (نجلاء)
- دنيا سامي: (عطية)
- حسن عيد: (معتز المهدي)
- خلود عز: (قمر)
- بسنت أحمد: (منى)
- جمال يوسف
- سالي عمر
- رضا إدريس
- كريم عبد الخالق
- أماني فتحي
- فاضل سمير
- صلاح عبد الله: (جلال - ضيف شرف)
- سوسن بدر: (ضيفة شرف)
- صبري عبد المنعم: (ضيف شرف)
- عثمان محمد علي: (ضيف شرف)

## فريق العمل
- إخراج: محمد عبد الرحمن حماقي
- تأليف: حسان دهشان
- شارك في السيناريو: أحمد صفوت
- إنتاج وتوزيع: إم جي آر (ممدوح شاهين)
- مونتاج: ريمون وليم
- موسيقى تصويرية: مصططفى شكري

## أغنية المقدمة والنهاية

### أغنية المقدمة
تركيبة
- غناء: آدم
- كلمات: أحمد علي موسى
- ألحان: محمد عبد المنعم
- توزيع: محمد عباس

### أغنية النهاية
- كلمات: زياد حسن
- ألحان: مصططفى شكري
- توزيع: ميدو مزيكا